# 卢岑科沃农村居民点
卢岑科沃农村居民点（俄语：Луценковское сельское поселение）是俄罗斯联邦别尔哥罗德州阿列克谢耶夫卡区所属的一个农村居民点。其下辖有4个居民点，行政中心为卢岑科沃。据2016年统计，该农村居民点的人口为771人。